# Hasselknippenova
Hasselknippenova är en bergstopp i Antarktis. Den ligger i Östantarktis. Norge gör anspråk på området. Toppen på Hasselknippenova är 1 693 meter över havet.
Terrängen runt Hasselknippenova är kuperad åt sydost, men åt nordväst är den platt.  Trakten är obefolkad. Det finns inga samhällen i närheten. 